# ويندي بيكر
ويندي بيكر هي لاعب هوكي الحقل كندية، ولدت في 10 مارس 1964.

## وصلات خارجية
- ويندي بيكر على موقع أوليمبيديا (الإنجليزية)
- ويندي بيكر على موقع اللجنة الأولمبية الكندية (الإنجليزية)